# Анголска пискуна
Анголската пискуна (Arthroleptis carquejai) е вид жаба от семейство Arthroleptidae.

## Разпространение
Видът е разпространен в Ангола.